# NGC 4275
NGC 4275 is een spiraalvormig sterrenstelsel in het sterrenbeeld Hoofdhaar. Het hemelobject werd op 1 april 1785 ontdekt door de Duits-Britse astronoom William Herschel.

## Synoniemen
- UGC 7382
- MCG 5-29-58
- ZWG 158.73
- ARAK 358
- IRAS 12173+2753
- PGC 39728